# 385 (szám)
A 385 (római számmal: CCCLXXXV) egy természetes szám, szfenikus szám, az 5, a 7 és a 11 szorzata.

## A szám a matematikában
A tízes számrendszerbeli 385-ös a kettes számrendszerben 110000001, a nyolcas számrendszerben 601, a tizenhatos számrendszerben 181 alakban írható fel.
A 385 páratlan szám, összetett szám, azon belül szfenikus szám, kanonikus alakban az 51 · 71 · 111 szorzattal, normálalakban a 3,85 · 102 szorzattal írható fel. Nyolc osztója van a természetes számok halmazán, ezek növekvő sorrendben: 1, 5, 7, 11, 35, 55, 77 és 385.
Húszszögszám.
Másodfajú Szábit-szám.
Cullen-szám.
A 385 négyzete 148 225, köbe 57 066 625, négyzetgyöke 19,62142, köbgyöke 7,27479, reciproka 0,0025974. A 385 egység sugarú kör kerülete 2419,02634 egység, területe 465 662,57108 területegység; a 385 egység sugarú gömb térfogata 239 040 119,8 térfogategység.